# 名古屋市立平和小学校
名古屋市立平和小学校（なごやしりつ へいわしょうがっこう）は、愛知県名古屋市中区平和1丁目にある公立小学校。

## 概要

### ちうねチャイム
校内には、卒業生である杉原千畝の生誕100年を記念した「ちうねチャイム」が2000年11月18日に設置されており、毎朝8時15分に鳴らされている。2本の曲線の柱から構成されており、それぞれの柱は「命の尊さ」「思いやりの心」を、柱をつなぐ輪は「平和」「愛」を表現しているとしている。

## 沿革
- 1872年（明治5年） - 第二義校として創立[1]。
- 1876年（明治9年） - 第四十一番小学古渡学校と改称する[1]。
- 1879年（明治12年） - 第三十番小学古渡学校と改称する[1]。
- 1883年（明治16年） - 第二十九学区公立古渡学校と改称する[1]。
- 1893年（明治26年） - 古渡尋常小学校と改称する[1]。
- 1907年（明治40年） - 正木尋常小学校を分離する[1]。
- 1913年（大正2年） - 大井尋常小学校が開校する[1]。
- 1921年（大正10年） - 波寄尋常小学校が開校する[1]。
- 1946年（昭和21年） - 古渡・大井・波寄各校の統合により、平和国民学校となる[1]。
- 1947年（昭和22年）- 平和小学校と改称する[1]。
- 1954年（昭和29年） - 校地を移転する[1]。
- 2000年（平成12年） - 卒業生の杉原千畝にちなんだ「ちうねチャイム」が校内に設置される[4]。
- 2002年（平成14年） - トワイライトスクール開始[4]。
- 2013年（平成25年） - 特別支援学級「ふたば」を設置する[4]。

## 教育方針
教育目標として次の5点が掲げられている。
1. 心身ともにたくましい児童の育成
2. 勤労を喜び、責任を重んじる児童の育成
3. 科学を愛好し、創造性豊かな児童の育成
4. 自主的な精神に富み、協同性の豊かな児童の育成
5. 誠実で情操豊かな児童の育成

## 通学区域
名古屋市中区
- 伊勢山1丁目・2丁目（各一部）[5]
- 金山1丁目（一部）、2～5丁目[5]
- 金山町1丁目[5]
- 千代田4丁目（一部）[5]
- 平和1丁目・2丁目[5]

## 進学先中学校
- 名古屋市立伊勢山中学校[5]

## 著名な卒業生
- 杉原千畝 - 外交官（旧・古渡尋常小学校）
- 尾崎久彌 - 俳人、国文学者[6]